# Павел (митрополит Нижегородский)
Митрополи́т Па́вел (ум. 26 сентября 1696) — епископ Русской православной церкви, митрополит Нижегородский и Алатырский.

## Биография
Родился в городе Курмыше.
Как строгий блюститель христианских правил и уставов, он в сане иеромонаха был взят митрополитом Нижегородским Филаретом в архиерейский дом и определён казначеем. На этой должности он оставался до 1686 года. Во все время управления архиерейским домом Павел, верный своему званию, пользовался полной доверенностью митрополита Филарета, облегчая, сколько было можно, его труды.
Умом и благочестивой жизнью он стал известен даже патриарху. Поэтому по уходе на покой митрополита Нижегородского Филарета, вопреки установившемуся обычаю, Павел 7 марта 1686 года прямо из иеромонахов был возведён в сан митрополита. Это избрание «благочестивейшего мужа на дело служения правильно и законно» совершено патриархом Иоакимом, его местоблюстителем митрополитом Адрианом и «всеми присутствующими в царствующем граде Архиереи».
После возведения в сан митрополита Павлу дана была особая настольная грамота, которая хранилась в ризнице кафедрального собора.
При митрополите Павле построена и освящена церковь Казанская «у реки Почайны» (1685 г.), а прежний кафедральный Преображенский собор весь был расписан внутри (1692 г.).
Преосвященный Павел отличался любовью к пустынножителям и заботился о монастырях, изыскивая средства к безбедному их содержанию. За два года до кончины он дал указание о построении в Нижнем Новгороде часовни в честь Иоанна Предтечи.
В 1682 году дал грамоту на построение в Островоезерском монастыре теплой церкви преподобного Михаила Малеина, а 31 августа 1688 года тому же монастырю дал грамоту на построение каменных церквей вместо деревянных.
Скончался 26 сентября 1696 года в глубокой старости. Погребён в Нижегородском кафедральном соборе.
В 1834 году при перенесении архиерейских гробниц в новый кафедральный собор все участвовавшие в перенесении были очевидцами, что гроб митрополита Павла спустя 130 лет после погребения сохранился в целости.